# Ross Tong
Ross Tong, novozelandski veslač, * 21. april 1961, Wanganui.
Tong je za Novo Zelandijo nastopil na Poletnih olimpijskih igrah 1984 v Los Angelesu v četvercu s krmarjem. Njegovi soveslači takrat so bili Don Symon, Kevin Lawton, Barrie Mabbott ter Brett Hollister (krmar). Čoln je osvojil bronasto medaljo. 